# North Branford

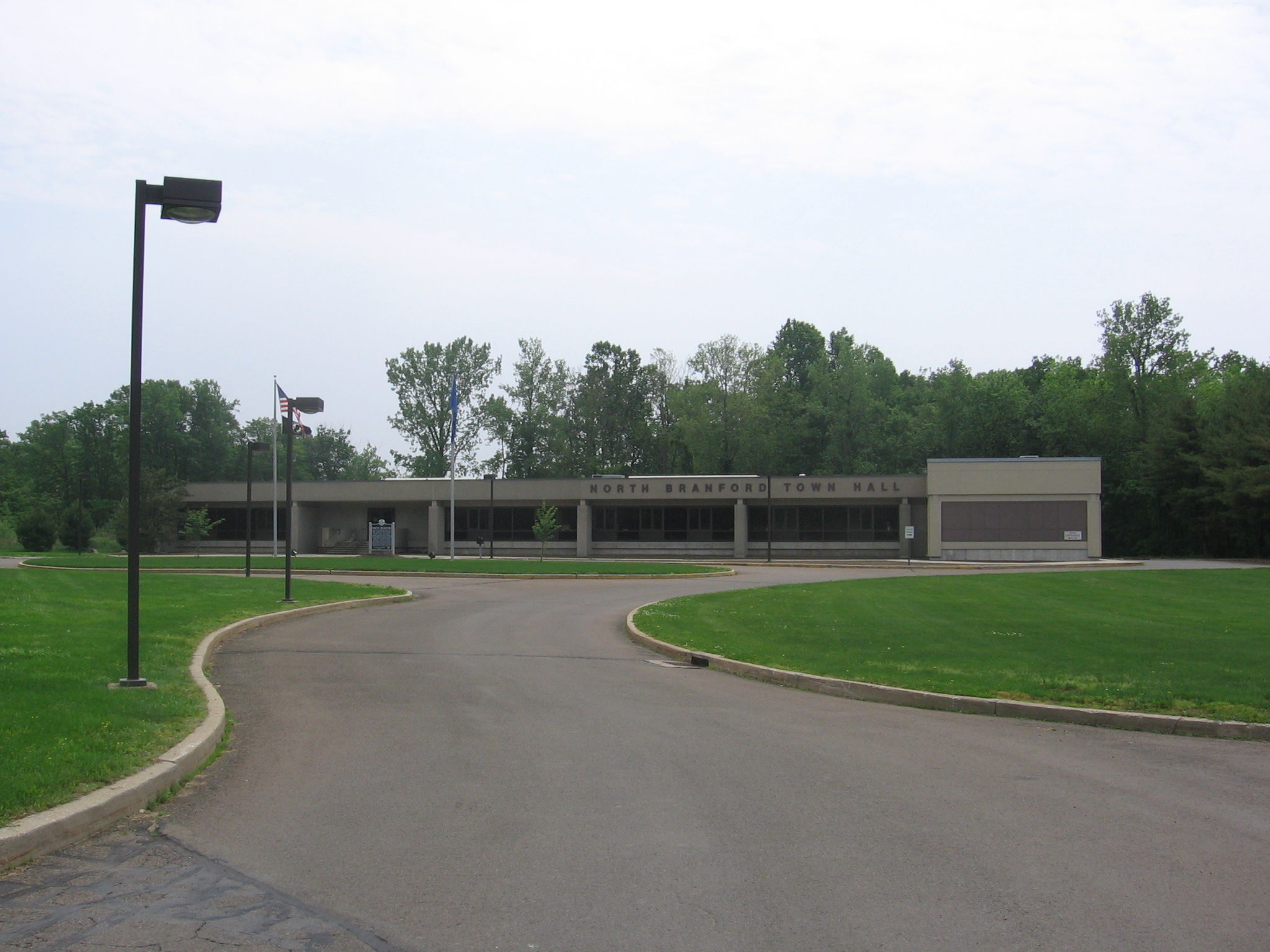
Das Rathaus von North Branford von der CT Route 80 aus gesehen in süd-südöstlicher Richtung

North Branford ist eine Stadt im New Haven County im US-Bundesstaat Connecticut, Vereinigte Staaten, mit 13.544 Einwohnern (Stand: Volkszählung 2020). Die geographischen Koordinaten sind: 41,33° Nord, 72,77° West. Das Stadtgebiet hat eine Größe von 69,0 km².

## Schulen
- North Branford High School
- North Branford Intermediate School
- Totoket Valley Elementary School
- Jerome Harrison School
- Stanley T. Williams School